# Samuel-Fischer-Gastprofessur für Literatur
Zur Samuel-Fischer-Gastprofessur für Literatur wird seit Beginn des Sommersemesters 1998 vom S. Fischer Verlag, der Freien Universität Berlin, dem DAAD und dem Veranstaltungsforum der Holtzbrinck Publishing Group jeweils für ein Semester eine Autorin bzw. ein Autor an das Peter-Szondi-Institut für Allgemeine und Vergleichende Literaturwissenschaft der Freien Universität (FU) Berlin eingeladen. Neben der Lehrtätigkeit an der FU werden öffentliche Lesungen und Veranstaltungen mit den Gastprofessoren in Berlin und anderen deutschen Städten veranstaltet. Die Gastprofessur ermöglicht Studenten der FU Berlin, gemeinsam mit internationalen Autoren Literatur zu studieren und eigene Texte zu erarbeiten. Aus der Gastprofessur ist die edition avl hervorgegangen, in der die Ergebnisse dieser Zusammenarbeit dokumentiert und veröffentlicht werden.

## Liste der Gastprofessoren
– absteigend nach Jahren –
- Mark Haber (2024/25)
- Powerpaola (2023/24)
- Nancy Campbell (2023)
- Guo Xiaolu (2022/23)
- Lina Meruane (2022)
- Dorothee Elmiger (2021/2022)
- Juan Gabriel Vásquez (2021)
- Samanta Schweblin (2020/2021)
- Lina Meruane (2020; aufgrund der COVID-19-Pandemie entfallen)
- Bernardo Carvalho (2019/2020)
- Madeleine Thien und Rawi Hage (2019)
- Louis-Philippe Dalembert (2018/2019)
- Édouard Louis (2018)
- Joshua Cohen (2017/2018)
- Lavinia Greenlaw (2017)
- Abdourahman Waberi (2016/2017)
- Teresa Präauer (2016)
- Alice Oswald (2015/2016)
- Viktor Jerofejew (2015)
- Cécile Wajsbrot (2014/2015)
- Héctor Abad (2014)
- David Hinton (2013/2014)
- Javier Cercas (2013)
- Andrew Sean Greer (2012/2013)
- Abdelwahab Meddeb (2012)
- Nedim Gürsel (2011/12)
- Adam Thirlwell & Daniel Kehlmann (2011)
- Sara Stridsberg (2010/2011)
- Tomas Venclova (2010)
- Mircea Cărtărescu (2009/2010)
- Richard Powers (2009)
- Raoul Schrott (2008/2009)
- László Krasznahorkai (2008)
- Sjón (2007/2008)
- Nuruddin Farah (2007)
- Fernando Pérez (2006/2007)
- Dubravka Ugrešić (2006)
- Amit Chaudhuri (2005/2006)
- Michèle Métail (2005)
- Nora Amin (2004/2005)
- Feridun Zaimoglu (2004)
- Etgar Keret (2003/2004)
- Alberto Manguel (2003)
- Yann Martel (2002/2003)
- Robert Hass (2002)
- Marlene Streeruwitz (2001/2002)
- Sergio Ramírez (2001)
- Scott Bradfield (2000/2001)
- Kenzaburō Ōe (2000)
- V.Y. Mudimbe (1999/2000)
- Vladimir Sorokin (1999)